# シネショット
シネショットは、映画が映写されたスクリーンを射撃する遊戯である。

## 概要
九里博武によれば、季節、場所、時刻などの制限のために射撃のできない都会の人のためにクレー射撃にかわって狩猟の楽しみに浸ることができる。フィルムによって鳥獣類、飛行機その他を対象物とすることができ、市中にありながらで自然の雰囲気を感じることができるのが魅力である。

### 映写装置
映写装置は映写機、操縦機、フィルム循環装置および標的スクリーンである。
映写機は家庭用16mm映写機と同様に簡単で、100Vモーターで回転し、レンズ焦点距離は1.5～2.5インチ、ランプは75V400W。
トーキー設備が可能である。
弾丸が標的スクリーンに命中すると瞬時に映画は停止し、命中点はスクリーン中にある特殊照明装置によって光るので、命中箇所がわかる。
スイッチの押しボタンでスクリーン面は無端帯式に張られた二重の紙がモーターで上下に摺動し、弾痕を消したのち、始動レバーを上げるとふたたび回転する。フィルムは不燃性で、標準型の幅員は16mm、1巻の長さは100～400尺、ふつう4.5～17分間を要するが、シネショットでは命中のたびに停止するため、1巻の完了に2～3倍の時間がかかる。
映画の変更が必要とされないかぎり、循環装置によって連続映写ができる。
銃器は空気銃、射撃的銃、拳銃、そのほかにシネショット専用銃、練習用拳銃などいずれも使用可能であるが、空気銃が最適である。
大腔径の射的銃および拳銃の場合は、スクリーンの保護網板を補強する。
映写距離はレンズの焦点によって異なるが、たとえばレンズ焦点2インチ、画面の幅員4尺の場合は映写距離は21尺である。
画面の縦は幅員の4分の3である。
射撃場は営業用であるか否かにかかわらずスクリーンから外に空気銃弾がでないように、また光の侵入をできるだけ防ぐほか特殊な装置は不要である。

### 用途
用途は一般家庭用、営業用として、喫茶店、撞球場、ベビーゴルフ場などと兼業され、デパート、ビルディング屋上、地下室、遊園地、旅館、船舶などに設備された。